# Hotel de Turistas de Iquitos
El hotel de turistas de Iquitos fue una edificación que estaba en la Zona Monumental de Iquitos, ubicada frente al malecón Tarapacá. A finales de los años 2010 fue demolido.

## Origen

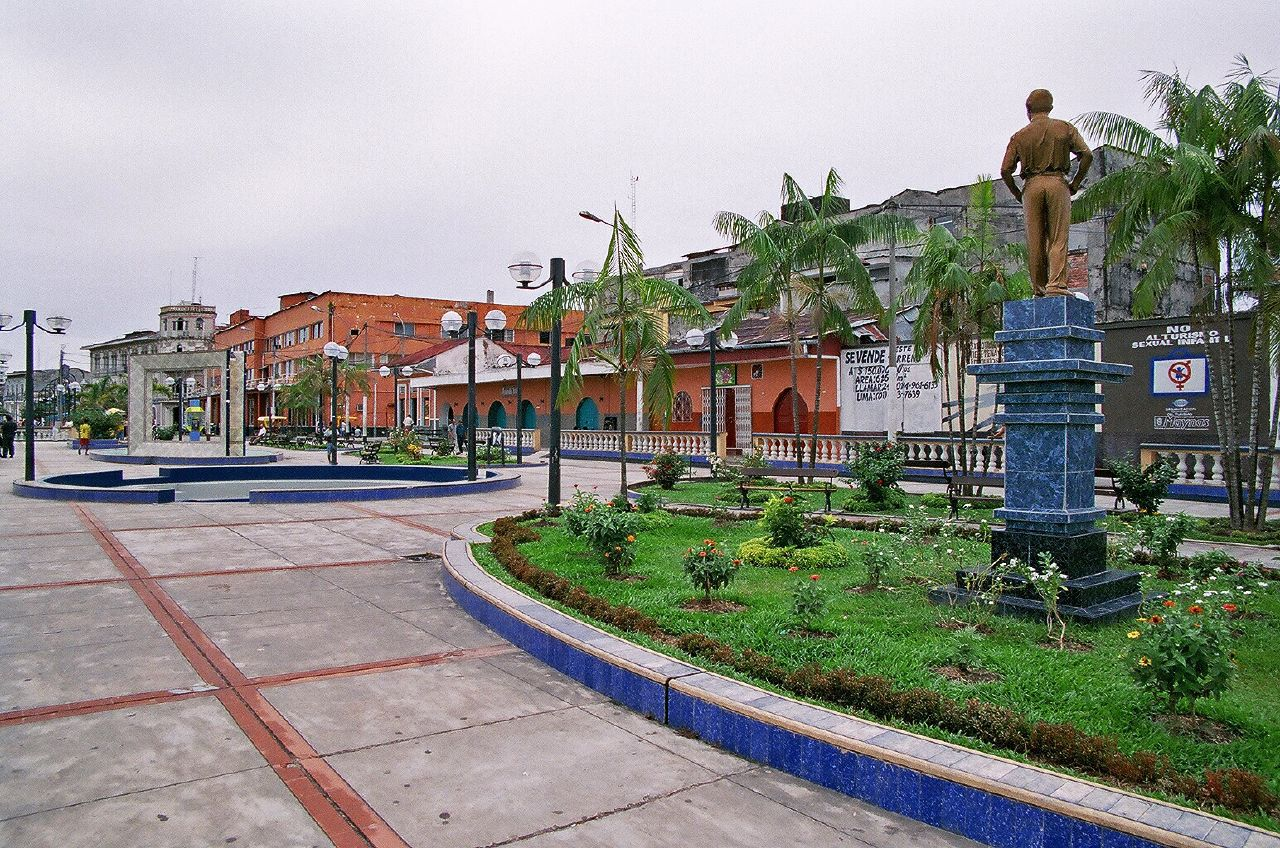
El hotel de Turistas desde el boulevard a la esquina izquierda en 2005.

El hotel fue parte de los planes de construcciones hoteleras que había comenzado Óscar Benavides durante su mandato (1933-1939) a nivel nacional, el segundo gobierno de Manuel Prado Ugarteche (1956-1962) continuó los planes hoteleros. El diseño del hotel fue encargado al diseñador Carlos Morales Macchiavello, quien ya había desarrollado un proyecto piloto en 1944, en su diseño final Morales se inspiró en las obras de Le Corbusier y de la arquitectura brasileña contemporánea por compartir el clima tropical amazónico.
El hotel fue finalizado en 1952, de tres a cuatro pisos en líneas horizontales de aspecto simple y austero. Durante su periodo de vida fue administrado por la Empresa Nacional de Turismo (EnturPerú).

## Venta y destrucción
El hotel de turistas cayó en desgracia a finales de los años 1990. La Compañía Distribuidora (CODISA) adquirió el hotel en 1995 mediante una subasta del Comité Especial de Promoción de la Inversión Privada (CEPRI), la CODISA en el edificio construyó el Hoteles Cadena Real, pero por problemas de deudas con la misma CEPRI, el hotel pasó a poder de la Corporación Financiera de Desarrollo (COFIDE) que era sucesora de EnturPerú, quienes pusieron al hotel en la potestad del Estado peruano nuevamente.
La Corporación Financiera de Desarrollo (Cofide) en 2011 hizo su propia subasta pública del hotel de turistas, en donde salió comprador la empresa inmobiliaria Sur Inversiones mediante el costo de un millón US$115.000. En 2016, las autoridades desalojaron a personas que habían ocupado el ya abandonado hotel de turistas que utilizaban el edificio mediante ocupación ilegal, posteriormente fue demolido.

## Nueva edificación
Para los años 2020, luego de la demolición del antiguo hotel de turistas, la empresa Sur Inversiones construyó una edificación, que incluía un restaurante con mirador y piscina, esta construcción fue criticada por la Municipalidad Provincial de Maynas por violar el ordenamiento de la zona monumental.